# Generazioni (Storia di Sempre)
Generazioni (Storia di sempre) è l'unico album del gruppo rock progressivo italiano E.A.Poe.

## Tracce
1. Prologo
2. Considerazioni
3. Per Un'Anima
4. Alla Ricerca Di Una Dimensione
5. Ad Un Vecchio
6. La Ballata Del Cane Infelice
7. Generazioni

## Formazione
- Giorgio Foti (voce, tastiera)
- Beppe Ronco (chitarra)
- Lello Foti (batteria)
- Marco Maggi (basso)
- Gigi Fiume Menegazzi (produttore musicale)[1]